# El móvil (libro)
El móvil es el primer libro de narrativa del escritor español Javier Cercas, publicado inicialmente en 
1987 por la editorial Sirmio como una colección de cinco relatos. En 2003 fue reeditado por Tusquets Editores en su «colección andanzas», incluyendo sólo la novela corta «El móvil» que daba el título a la edición original. Tal y como explica el autor en una nota inicial, él mismo decidió retirar los cuatro relatos restantes, por no cumplir con sus expectativas actuales.
Los cambios del texto de «El móvil» en esta nueva edición son menores, si bien por ejemplo el epígrafe en la edición original de Sirmio está escrito en el idioma original, el francés, mientras que en la edición de Tusquets es traducido al castellano.
La nueva edición incluye además una nota de Francisco Rico, que comenta este libro y su relación con Soldados de Salamina, la aclamada novela de Cercas publicada en 2001.

## Estructura
La obra se divide en los cuentos «La búsqueda», «Historia de Pablo», «Encuentro» y «Lola», cerrando con la novela corta «El móvil». Los primeros dos cuentos se dividen a su vez en breves secciones numeradas.
Los relatos poseen un argumento y características literarias muy distintos entre sí. Mientras que «La búsqueda» es un cuento fuertemente descriptivo, «Historia de Pablo» sigue la linealidad, progresión y estilo de un cuento de hadas; «Encuentro» es una suerte de epístola sentimental, y «Lola» pertenece al género negro.
«El móvil» posee una estructura más compleja que las anteriores. Narrado en tercera persona, esta novela habla de una novela que habla de una novela. Está dividido en diez pequeñas secciones enumeradas y sin títulos. Al igual que en Soldados de Salamina, lo importante para el autor es el proceso de la escritura, imponiendo la estructura por sobre el argumento de la obra.

## Argumentos

### La búsqueda
El narrador describe minuciosamente, aunque de manera distante, la mañana de una mujer bien acomodada que habita el edificio frente a un paseo marítimo. El narrador descubre durante el relato que esa habitación es suya, y este hecho va despertando su interés acerca de la identidad de la mujer, y le abre preguntas acerca de su propia identidad y de la identidad de la narración misma. A medida que continúa describiendo el día de la mujer, la va reconociendo vagamente. Llegada la noche, ésta se dispone a acostarse con un muchacho desconocido, y en el preludio del sexo, el narrador se entera de que aquella mujer es Vera, su conviviente de años. En medio del acto, el muchacho la ahorca. El narrador es apresado, y desde las rejas a la espera de su ejecución ve en todas las mujeres algo de Vera. Durante el juicio, no se molesta en mencionar al muchacho, ni es capaz de negar que todos los testigos lo hayan visto el día del crimen siempre junto a ella. Pese a todo, está satisfecho de que sus preguntas existenciales hayan podido ser contestadas.

### Historia de Pablo
El pequeño Pablo sueña con un hermoso jardín donde habitan una hermosa mujer y su corte de fantasía. Antes de despertar, le dan indicaciones de cómo poder regresar. Pablo entonces crece intentando dar siempre lo mejor de sí, con la esperanza de volver a entrar en el sueño. Años más tarde, en su juventud, vuelve a soñar con la corte y su Dama, a quien reconoce su amor, el cual es correspondido. Con la esperanza de poder entonces quedarse, realiza numerosas pruebas, continuando luego de despertar con una carrera exitosa y prometedora, volviéndose una autoridad querida e importante, y teniendo hijos con Helena, su esposa. Pablo vuelve a soñar con la Dama por tercera vez, enfrentándose y venciendo en el jardín del sueño al Caballero Negro que había usurpado el trono del Rey. Tras esposar a la Dama, se revela una onírica conexión entre Helena y el acceso de Pablo al jardín, que bien podría tratarse de la realidad misma.

### Encuentro
El narrador rememora su larga y estrecha amistad con Carlos, con quien en la infancia soñaban con morir como valientes; en la adolescencia las palabras a veces sobraban para entenderse perfectamente, y en la juventud compartieron su intelectualidad, las fiestas y las mujeres. Pero en algún momento de sus vidas apareció Claudia, de quien ambos se enamoraron y que luego de su irremediable partida, lo cambió todo sin remedio.

### Lola
Tato Morales va en busca de su viejo amigo Pablo Sardano, quien vive en lamentables condiciones en la habitación de un hotel miserable. Morales lo convence para un trabajo bien pagado que consiste en asesinar esa misma tarde al amante de su pareja, Lola. Sin embargo, el amante es el mismo Sardano, y Morales lo hará pagar por ello. Max, otro antiguo amigo en común de todos ellos, podría correr la misma suerte, por idénticos motivos.

### El móvil
| «Hay una frase latina que significa aproximadamente: 'Coger con los dientes un denario de entre la mierda'. Era una figura retórica que aplicaban a los avaros. Yo soy como ellos: para encontrar oro no me detengo ante nada.» —Gustave Flaubert, carta a Louise Colet. Epígrafe. |

Álvaro, un escritor que dedica sus mañanas a leer y escribir, y por las tardes trabaja como asesor jurídico en una modesta firma de abogados, prepara su primera novela, una nouvelle cuyo argumento y estructura serán las siguientes:

«[El protagonista] es un escritor ambicioso que escribe una ambiciosa novela. Esta novela dentro de la novela cuenta la historia de un joven matrimonio, asfixiado por ciertas dificultades económicas que destruyen su convivencia y socavan su felicidad; tras largas vacilaciones, el matrimonio resuelve asesinar a un anciano huraño que vive austerísicamente en su mismo edificio.»
El móvil

Dicho protagonista, a medida que escribe su novela, va notando cómo la relación de un matrimonio de su mismo edificio se va marchitando, y cómo finalmente asesinan a un anciano vecino; como aquello que iba escribiendo se va haciendo realidad, el protagonista queda con la duda de si habrá sido él realmente quien ocasionó indirectamente este asesinato.
Para escribir esta novela, Álvaro busca entre los vecinos de su propio edificio a los personajes idóneos sobre los cuales basarse, y así poder dar más realismo y vivacidad a su obra. No obstante, tendrá que interceder en algunas relaciones para que su obra vaya tomando forma.

## Adaptaciones

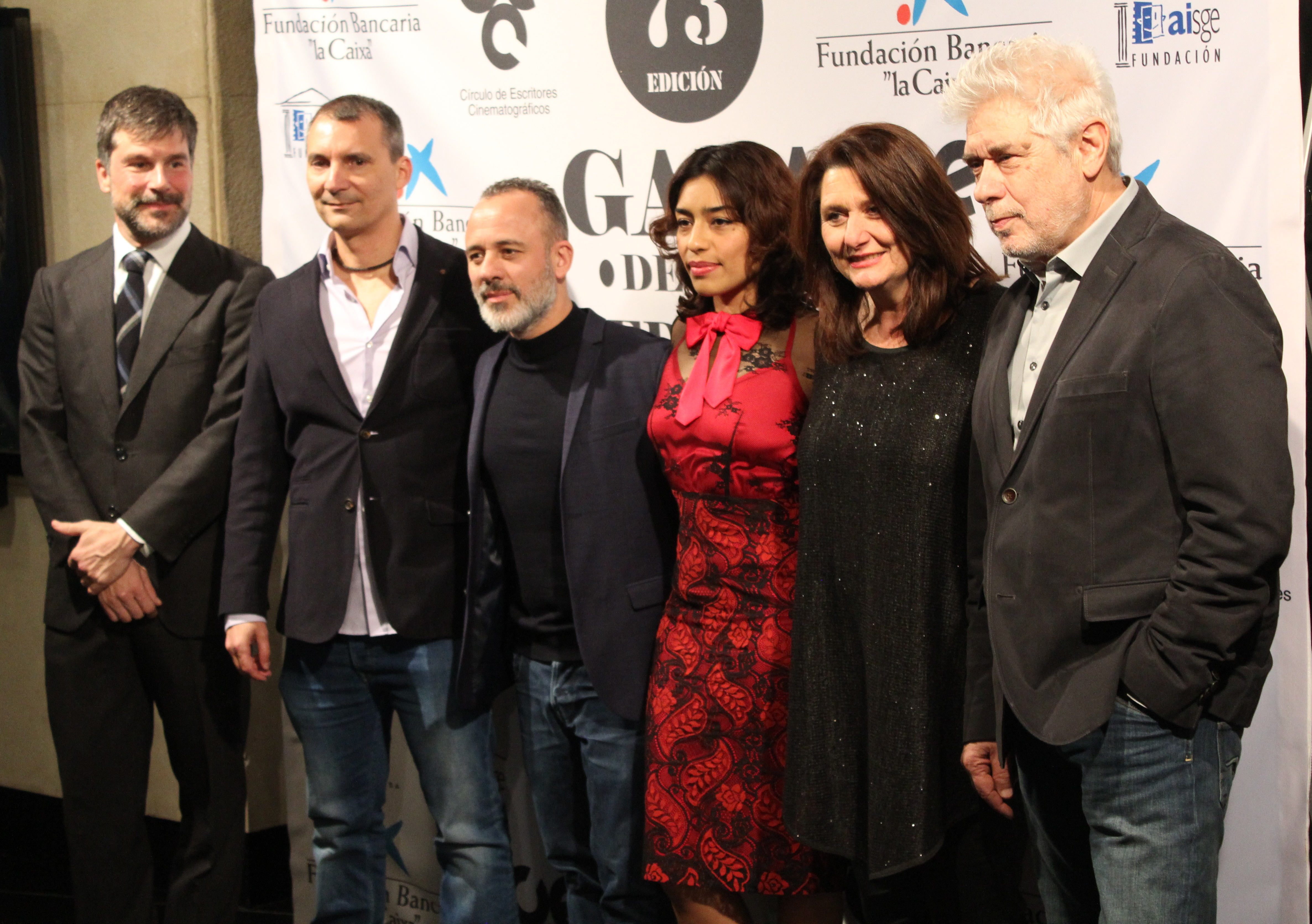
David Naranjo (productor), Alejandro Hernández (guionista), Javier Gutiérrez (actor), Adriana Paz y Adelfa Calvo (actrices) y José Nolla (productor ejecutivo) trabajaron en la película El autor.

En 2017 se estrenó la película El autor, basada en este libro. La película, dirigida por el español Manuel Martín Cuenca, ha sido nominada y premiada en diversos festivales internacionales.